# Campeon

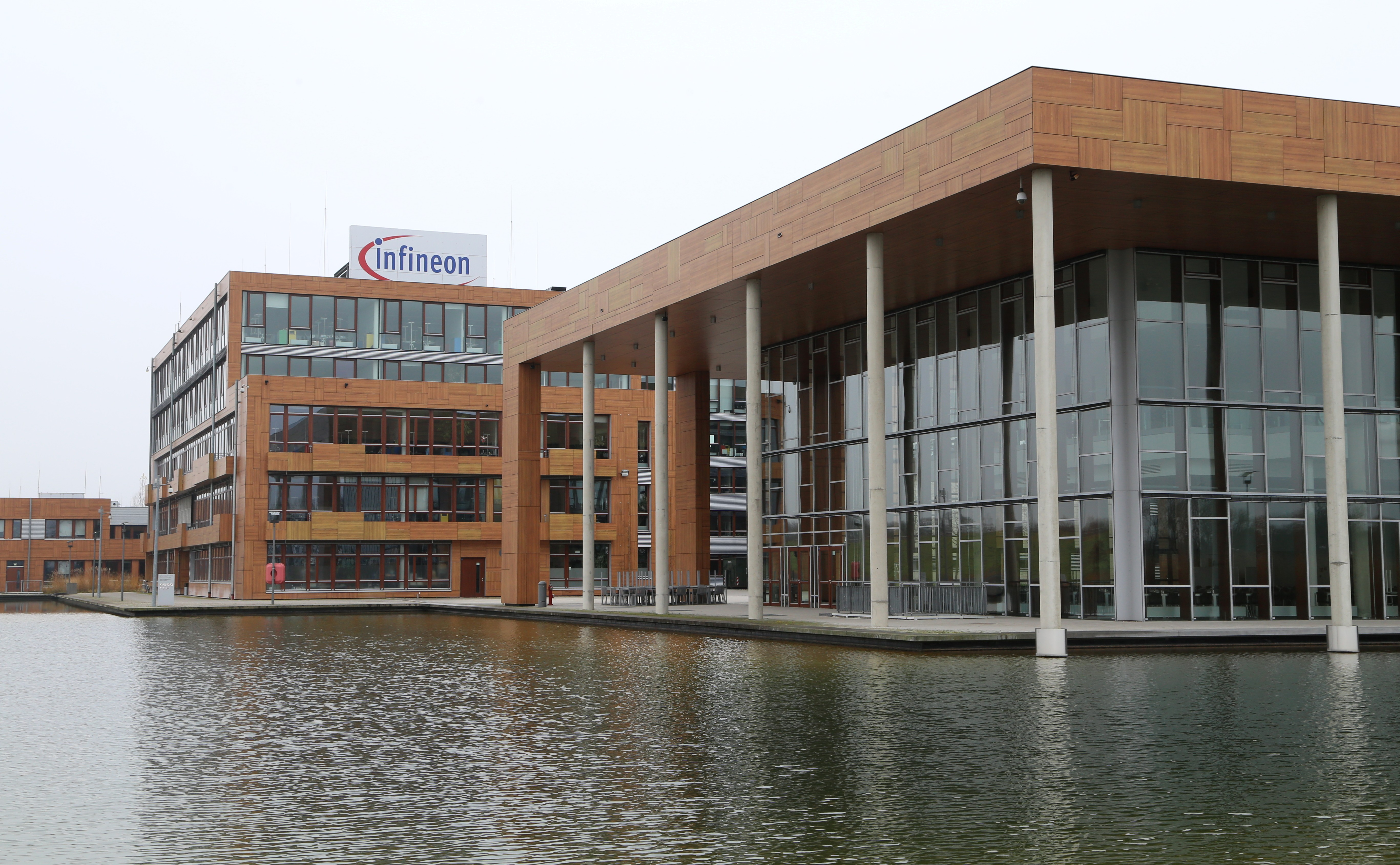
Hauptsitz der Infineon Technologies AG in Neubiberg bei München

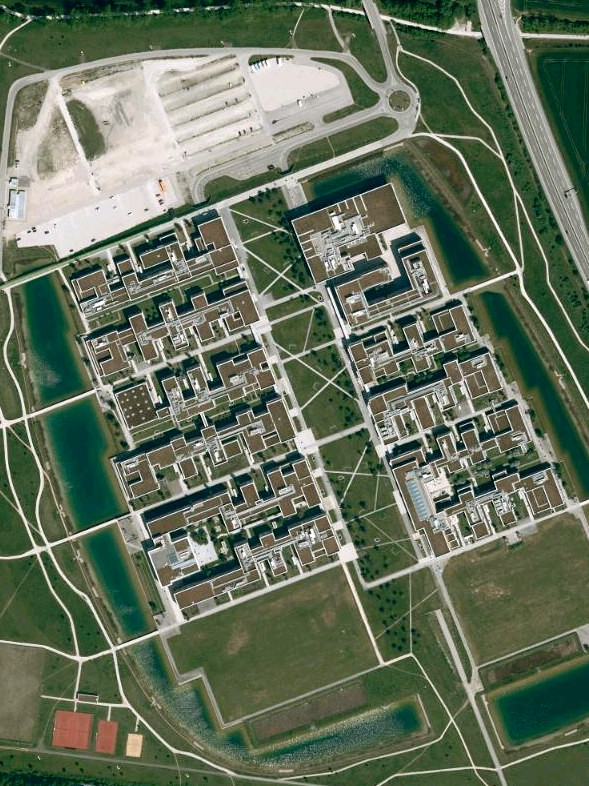
Luftbild der Gesamtanlage

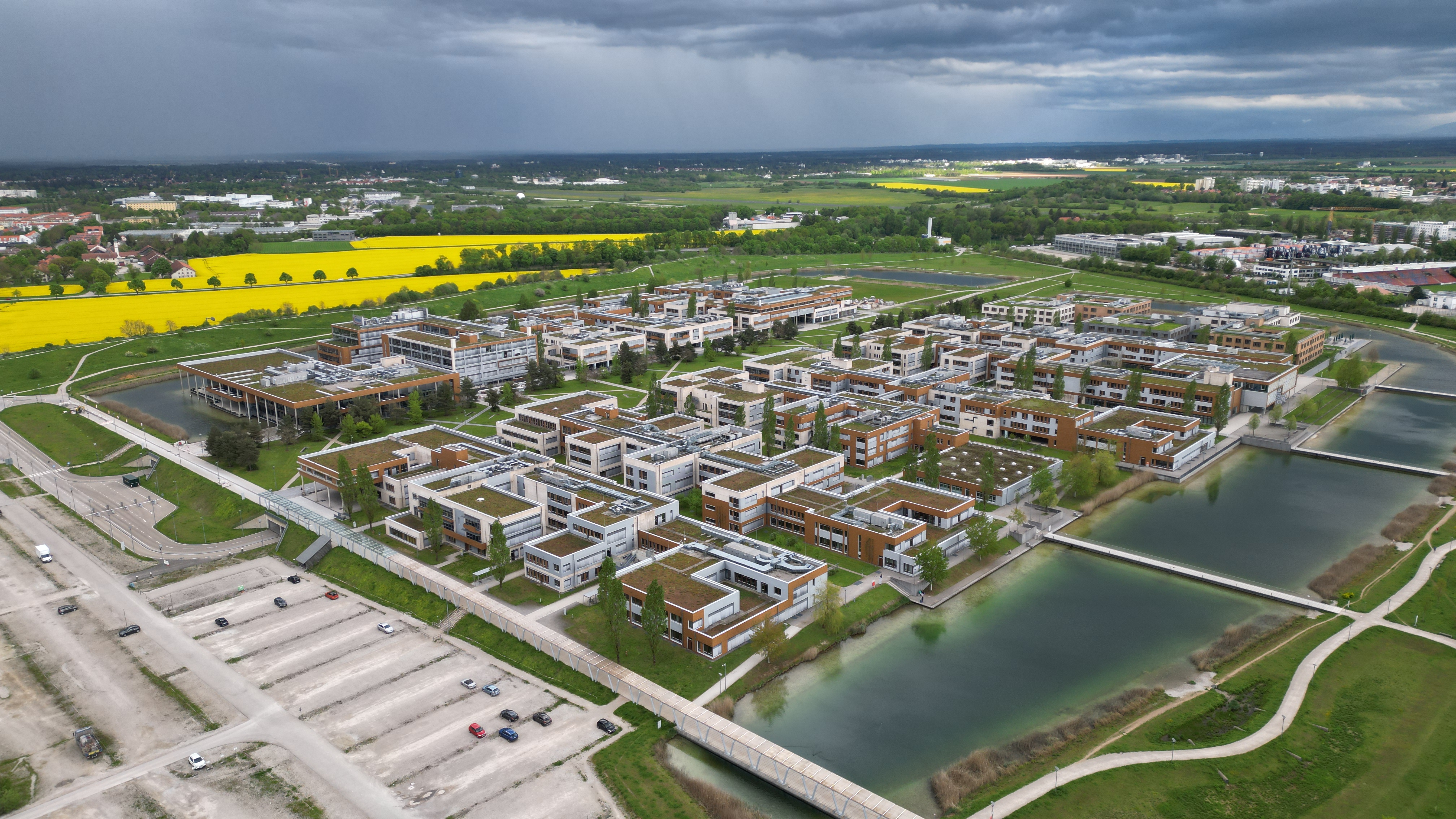
Campeon aus der Vogelperspektive

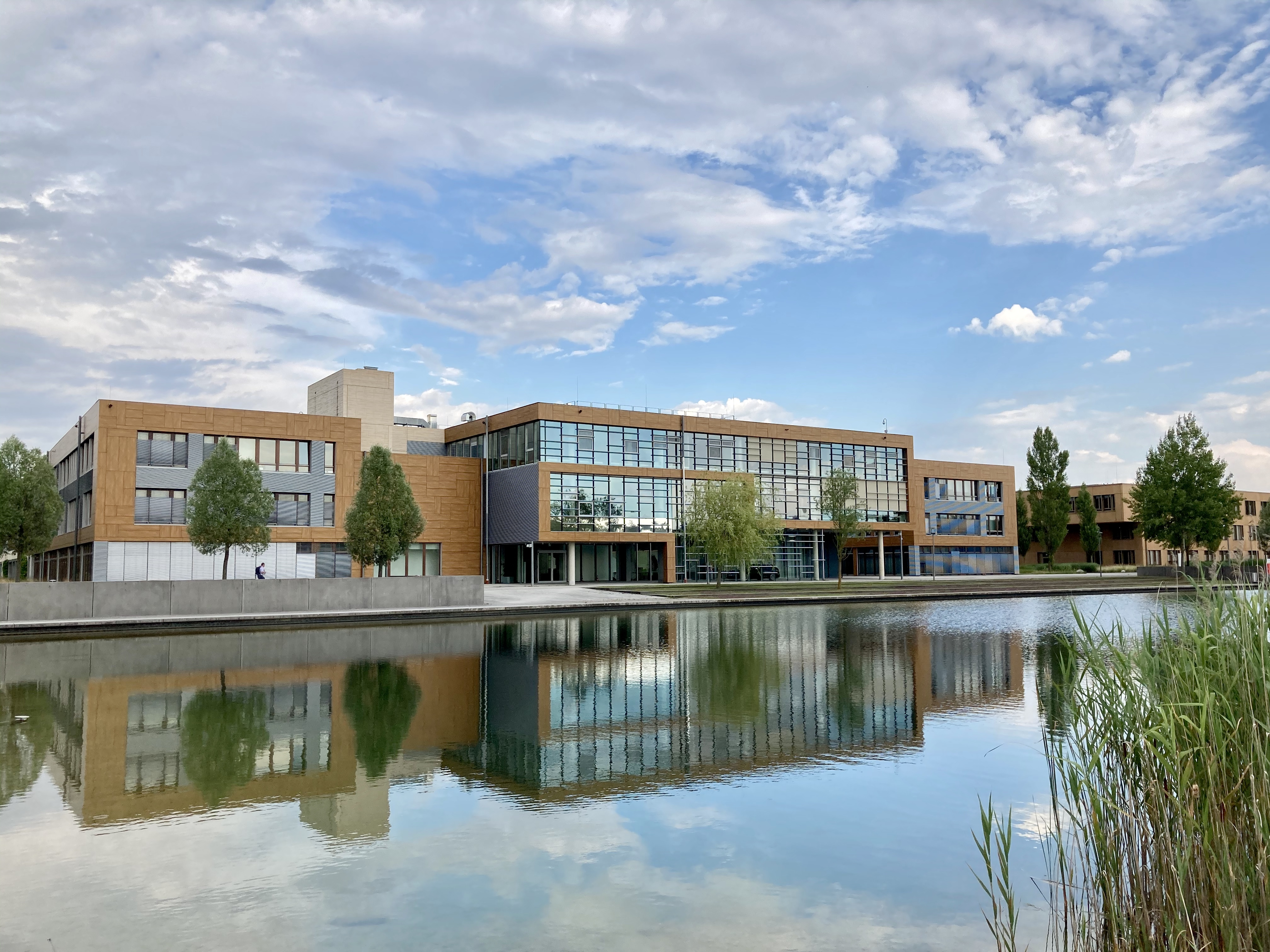
Hauptsitz der Infineon Technologies AG in Neubiberg bei München

Das Campeon (Kofferwort aus Campus und Infineon) ist ein Bürokomplex eingebettet in einen 62 ha großen öffentlichen Landschaftspark mit 6,8 ha Wasserflächen und Sportanlagen. Das multifunktionale Areal gehört zur Gemeinde Neubiberg, Ortsteil Unterbiberg (Landkreis München).
Die von 2001 bis 2005 gebaute Anlage verfügt über 150.100 m² oberirdischer Bruttogeschossfläche (insgesamt 979.259 m³ umbauter Raum) für Büro- und Forschungsnutzung mit Kantine und Restaurants, Läden, Kindergarten und eine Betriebsfeuerwehr. Östlich und westlich um die zentrale Grünachse gliedern sich je sechs Gebäude, sogenannte Halbmodule, die über einen in Nord-Süd-Richtung verlaufenden zentralen „Anger“ erschlossen werden. Ende 2005 wurden die Gebäude von der Infineon Technologies AG bezogen. Intel Mobile Communications (IMC), der ehemalige Infineon Bereich Wireless Solutions sind ebenfalls auf dem Gelände zu finden. Die südlich angrenzenden Vorhalteflächen werden seit 2017 bebaut.
In den Büro- und Laborgebäuden wird mit Konvektionswärmeüberträgern gekühlt und geheizt. Dazu wurden am nördlichen und südlichen Rand des Geländes zwei Brunnengalerien erstellt. Aus der südlichen wird das Wasser für die Klimatisierung entnommen und nach der thermischen Nutzung über die nördliche Brunnengalerie dem natürlichen Grundwasserstrom wieder zugeführt. Ein geringer Teil des entnommenen Grundwassers dient zur Speisung der künstlichen Seenanlage, die rund um das Campeon als Biotop entwickelt wurde.
Das Campeon wird durch die S-Bahn-Linie 3 (München-Giesing-Deisenhofen-Holzkirchen) am Haltepunkt Fasanenpark, durch die Buslinien 199 (Haltestellen Campeon West und Campeon) und 220 (Haltestelle Fasanenpark) und durch die Bundesautobahn A8 München – Salzburg (Anschlussstelle Neubiberg) angeschlossen.
Im Norden grenzt das Gelände an die Stadt München (Perlach im Nordosten sowie an den Fasangarten im Nordwesten), im Westen und Süden an Unterhaching.